# Ламар (Колорадо)
Ламар (енгл. Lamar) град је у америчкој савезној држави Колорадо.

## Демографија
По попису из 2010. године број становника је 7.804, што је 1.065 (-12,0%) становника мање него 2000. године.
| Група             | 2000.         | 2010.         |
| Белци             | 5.422 (61,1%) | 4.503 (57,7%) |
| Афроамериканци    | 34 (0,4%)     | 54 (0,7%)     |
| Азијати           | 42 (0,5%)     | 28 (0,4%)     |
| Хиспаноамериканци | 3.241 (36,5%) | 3.100 (39,7%) |
| Укупно            | 8.869         | 7.804         |